# Drew Roy
Andrew „Drew” Roy (ur. 16 maja 1986 w Clanton) – amerykański aktor telewizyjny i filmowy.

## Życiorys
Urodził się i dorastał w Clanton w stanie Alabama jako Andrew Roy. Wychowywała go samotna matka Pam Roy. Ma siostrę. Początkowo chciał zostać lekarzem. Po ukończeniu szkoły średniej przeprowadził się do Los Angeles z pięcioma przyjaciółmi, którzy byli w zespole. Sprzedawał cukierki podczas meczów Los Angeles Lakers. 
W 2009 wystąpił w roli Griffina w serialu telewizyjnym iCarly. W latach 2009–2011 grał postać Jessego w Hannah Montana. Brał udział w przesłuchaniach do roli w filmie przygodowym fantasy Percy Jackson i bogowie olimpijscy: Złodziej pioruna (Percy Jackson & the Olympians: The Lightning Thief, 2010), którą ostatecznie dostał Logan Lerman. W 2011 trafił do obsady serialu fantastycznonaukowego Wrogie niebo.
W 2015 poślubił Renee Gardner. Mają syna Jacka (ur. 2017).

## Filmografia

### Filmy
- 2007: Blink jako Jeff
- 2009: Tag (film krótkometrażowy) jako Josh
- 2010: Niezwyciężony Secretariat jako Seth Hancock
- 2018: Krew, pot i... kłamstwa (Blood, Sweat, and Lies, TV) jako Carter

### Seriale TV
- 2009: Lincoln Heights jako Travis Benjamin
- 2009–2010: iCarly jako Griffin
- 2009–2011: Hannah Montana jako Jesse
- 2011–2015: Wrogie niebo jako Hal Mason
- 2017: Poza czasem jako Christos Vellek
- 2017: Ostatni okręt jako Christos